# Waterplant

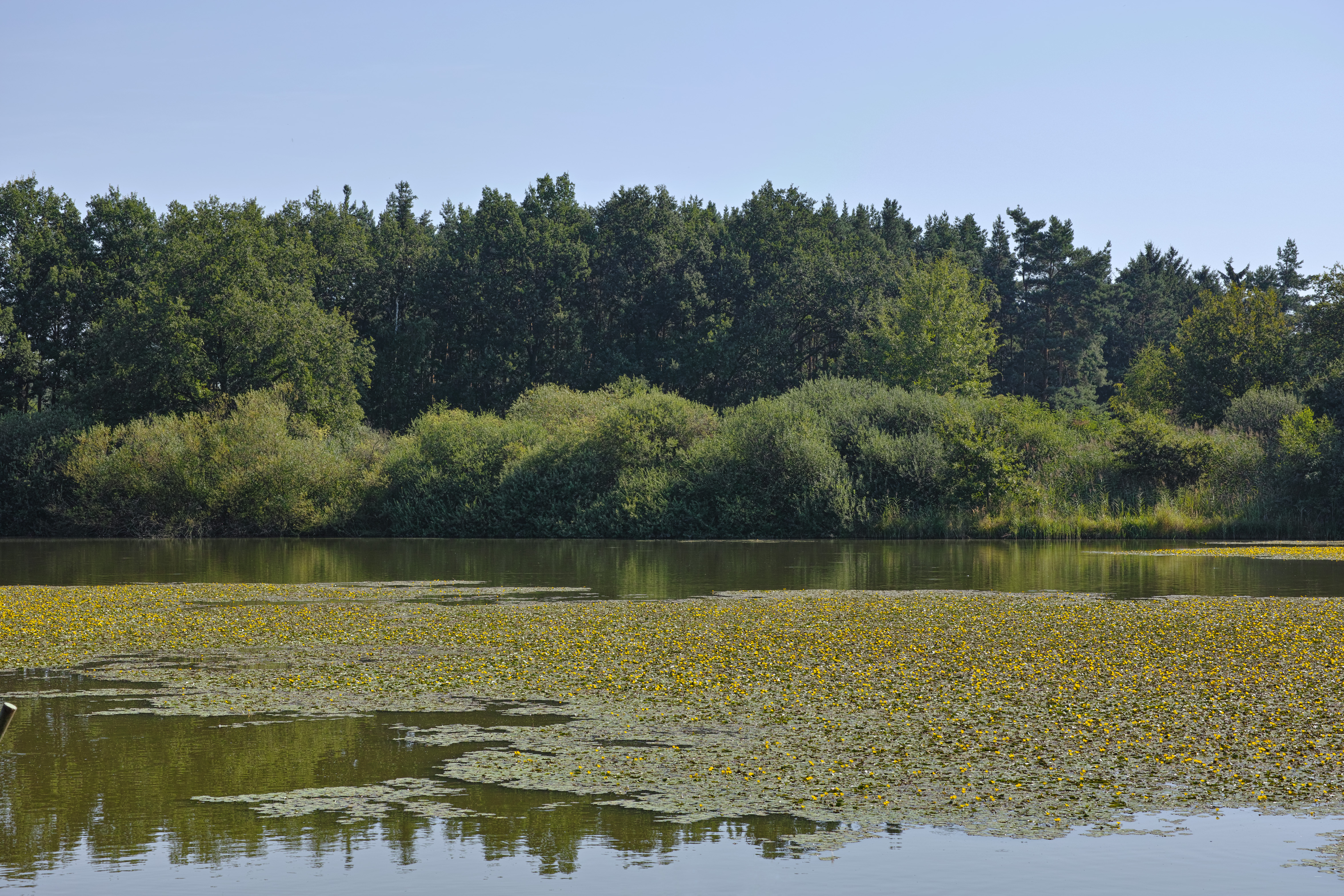
Drijvend veld van watergentiaan, een emerse hydrofiet, in een Tsjechisch meer

De waterplanten of hydrofyten zijn planten die zijn aangepast aan een tijdelijk of continu bestaan geheel of grotendeels onder water (submers of emers). Ze hebben morfologische aanpassingen waardoor ze kunnen overleven.
Terwijl de 'echte' waterplanten niet in de bodem wortelen en vaak onder water kunnen leven (met uitzondering van de bloeiwijzen), wortelen de helofyten of moerasplanten in de bodem en steken gewoonlijk boven de wateroppervlakte uit.
Voor vele diersoorten vormen waterplanten een voedselbron en leveren een schuil- en broedplaats.

## Onderverdeling
Er kan een onderscheid gemaakt worden op basis van de weerstand tegen droge groei-omstandigheden.
- Hydrofyten of 'echte' waterplanten (niet in de bodem wortelend)
- Helofyten of moerasplanten (in de bodem wortelend)

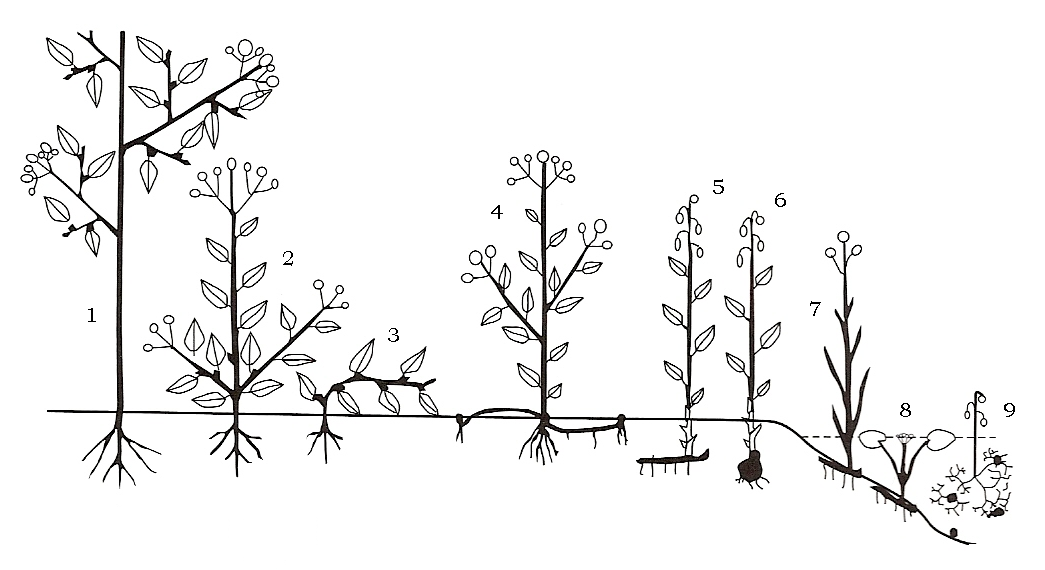
Raunkiær's levensvormen:
----

### Hydrofyten

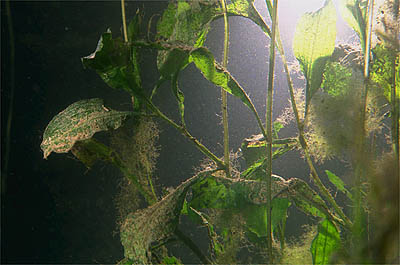
Fonteinkruid, een submerse waterplant

De 'echte waterplanten' of hydrofyten komen voor in stilstaande of traag stromende permanente meren of rivieren. Deze planten zijn aangepast aan een submers leven. Indien het biotoop uitdroogt wordt het voortbestaan van deze planten bedreigd.
Voorbeelden van ondergedoken of submerse waterplanten zijn:
- fonteinkruid (geslacht, verschillende soorten)
- groot zeegras
- grof hoornblad
- fijne waterranonkel

Voorbeelden van emerse waterplanten, met drijvende bladeren zijn:
- kroos (geslacht)
- fonteinkruiden
- gele plomp
- heilige lotus
- kikkerbeet
- krabbenscheer
- watergentiaan
- waterlelies
- waternoot
- watervorkje, ook ondergedoken (een thalleus levermos, zonder bladeren)

### Helofyten
De moerasplanten of helofyten kan men vinden in vochtige gebieden, oevers, tijdelijke wateren en overstromingsgebieden. Typerend voor vele moerasplanten is dat ze zich hebben aangepast aan een droge periode (zoals het uitdrogen van een rivierbedding) en een periode van gedeeltelijke of volledige onderdompeling. Voor sommige soorten is deze afwisseling noodzakelijk voor het bestaan.
De wortels dienen tot verankering van de plant. De stengels kunnen tot tien meter lang worden en zijn soepel en buigbaar. De drijvende bladeren kunnen hierdoor aanpassen aan de waterstand, waardoor de lichtopname niet in het gedrang komt. Andere soorten drijven, onafhankelijk van de bodem, net onder of boven het wateroppervlak. De voedingstoffen worden hoofdzakelijk via het blad opgenomen.
De periodes van droogvallen of van volledige onderdompeling mogen in het belang van de plant geen extreme waarden overschrijden:
- De mate van de vloedperiode: indien de planten te diep onder de waterspiegel komen te staan zal er groeivertraging of afsterving voorkomen door een tekort aan zonlicht.
- De duur van droge perioden: indien deze periode te lang of te intens is kunnen de planten uitdrogen.

De moerasplanten verkrijgen hun voedingsstoffen zowel via de bladeren als de wortels. De laatste zijn daarbij veruit het belangrijkst. De planten kunnen in een helofytenfilter worden ingezet om water te zuiveren.
Voorbeelden van inheemse moerasplanten zijn pijlkruid, mattenbies, riet, grote kattenstaart, lisdodden, zwanenbloem, beekpunge, egelskop en waterweegbree.